# 魏惠之
魏惠之（1931年—），男，湖南长沙人，中国弹药理论专家，华东工学院教授，中国兵工学会理事。著有《弹丸设计理论》等。